# Estera Dobre
Pour les articles homonymes, voir Dobre.
Estera Dobre, née le 10 février 1987, est une lutteuse libre roumaine.

## Palmarès

### Jeux olympiques
- participation aux Jeux olympiques d'été de 2008 à Pékin

### Championnats d'Europe
- Médaille d'argent en catégorie des moins de 48 kg en 2012 à Belgrade
- Médaille d'argent en catégorie des moins de 51 kg en 2011
- Médaille d'argent en catégorie des moins de 51 kg en 2010
- Médaille d'argent en catégorie des moins de 48 kg en 2009
- Médaille d'argent en catégorie des moins de 51 kg en 2007